# Werley
Werley Ananias da Silva, mais conhecido apenas como Werley (Oliveira, 5 de setembro de 1988), é um ex-futebolista brasileiro que atuava como zagueiro.

## Carreira

### Atlético Mineiro

#### Início
Com passagem pelas categorias de base do Social, Werley chegou ao Atlético Mineiro em 2002, após completar 14 anos. Foi promovido ao elenco principal em 2007 com 18 anos, porém, sua primeira partida como profissional, só ocorreu no início de 2008, realizada na pré-temporada do clube, diante da Francana, no Lanchão, em Franca, quando o Galo venceu o jogo por 3–1. Logo após o fim da pré-temporada, o zagueiro voltou à equipe Sub-20 como capitão do time, e participou dos títulos dos torneios de Gradisca, na Itália, Ennepetal, na Alemanha e Terborg, na Holanda. 

#### Empréstimos
Após o retorno da Europa, foi emprestado ao America-RJ para adquirir experiência, mas ficou somente por alguns meses no clube, disputando apenas seis partidas do Campeonato Carioca, onde o clube inclusive foi rebaixado pela primeira vez em sua história, com o zagueiro em campo.
No segundo semestre, foi emprestado ao Boavista, também do Rio de Janeiro, onde disputou a Série C e marcou o seu primeiro gol como profissional. Porém, sua equipe foi eliminada na segunda fase, não obtendo o acesso.

#### Retorno
Retornou ao clube mineiro em 2009, e passou a ser utilizado sob o comando do técnico Emerson Leão. Sua estreia em partidas oficias, ocorreu logo no clássico diante do Cruzeiro no Mineirão lotado, válido pelo Campeonato Mineiro; ainda assim, o zagueiro suportou a pressão e atuou bem, sendo elogiado pelo treinador; contudo, sua equipe foi derrota por 2–1.[carece de fontes?] Nas primeiras partidas do Estadual, o jogador fez a função de um terceiro zagueiro atuando pelo lado direito, já que o time possuía uma carência na lateral-direita. Sua afirmação no setor defensivo da equipe, apareceu justamente na troca do comando técnico do clube. Com a chegada de Celso Roth, o jogador passou a ser titular absoluto da equipe. Sua tranquilidade e futebol discreto, o levaram a ser peça intocável no esquema tático do treinador. No dia 29 de outubro, conseguiu a façanha de ficar três meses sem levar sequer um cartão amarelo. 
Apesar do bom ano de Werley em 2009, a equipe teve uma forte queda de rendimento no fim do Brasileirão, o que culminou com a demissão de Roth em dezembro e a contratação de Vanderlei Luxemburgo para o cargo de treinador.

#### 2010
Em 2010, Werley iniciou a temporada no banco de reservas sob o comando do novo treinador. O comandante chegou a afirmar que o jovem jogador de 21 anos tinha qualidade, mas deveria aprender com os titulares, Jayro Campos e Cáceres. Entretanto, Werley contou com o baixo rendimento dos titulares, e com algumas contusões, para se firmar novamente como titular da equipe, logo no início do ano. Em maio, conquistou o seu primeiro título como profissional: o Campeonato Mineiro.
No segundo semestre, disputou a sua primeira competição internacional: a Copa Sul-Americana, sendo o Galo eliminado nas quartas de final para o Palmeiras. Após o péssimo início da equipe no Campeonato Brasileiro, o zagueiro fez boa parceria com Réver na reta final, conseguindo livrar a equipe do rebaixamento e classificando-a para a Copa Sul-Americana do ano seguinte. Anotou o seu primeiro gol como profissional pelo Atlético, no mês de outubro, em uma vitória por 2–1 sobre o Corinthians na Arena do Jacaré.

#### 2011
Em 2011, a temporada não foi tão boa para o zagueiro. Com a contratação de Leonardo Silva, Werley esteve em campo em apenas 24 oportunidades, geralmente entrando para substituir a zaga titular, hora por suspensão, hora por contusão. Em novembro, descontou na derrota por 2–1 para o Figueirense no Orlando Scarpelli, válida pelo Brasileirão.
Sem muito espaço no grupo, manifestou o interesse de atuar em outro clube, caso não fosse utilizado. Em fevereiro de 2012, a diretoria acertou o empréstimo do atleta ao Grêmio, até o fim da temporada. O pedido foi feito pelo então técnico gremista, Vanderlei Luxemburgo, com quem teve boa relação em 2010.

### Grêmio

#### 2012
Estreou pelo Tricolor Gaúcho em março, na goleada por 5–0 sobre o Novo Hamburgo no Olímpico, válida pelo Campeonato Gaúcho. A partir de então, já foi titular absoluto da equipe. Em seu terceiro jogo pelo Grêmio, o zagueiro já balançou as redes pela primeira vez, marcando o segundo gol da vitória por 3–1 sobre o River Plate-SE no Olímpico, válida pela Copa do Brasil. No Estadual, o zagueiro deixou a sua marca duas vezes na goleada por 4–0 sobre o Ypiranga, novamente no Estádio Olímpico. Na final da Taça Farroupilha, diante do Internacional no Beira-Rio, Werley marcou um gol, mas não conseguiu evitar a derrota por 2–1 para o rival.
Em junho o jogador foi adquirido em definitivo pelo clube, numa negociação que envolveu o goleiro Victor e mais 3,5 milhões de euros (cerca de 9 milhões de reais na época).
No Brasileirão, o zagueiro-artilheiro já deixou a sua marca logo na 6ª rodada, dando números finais a vitória por 2–0 sobre o Flamengo novamente no Olímpico. Dois jogos depois, o jogador foi expulso pela primeira vez com a camisa do Grêmio, contudo, a sua equipe conseguiu segurar a importante vitória por 3–1 sobre o Cruzeiro na Arena Independência. No mês seguinte, Werley marcou novamente, dessa vez em uma vitória de virada por 2–1 sobre o São Paulo, no Morumbi. Diante do Barcelona de Guayaquíl, o zagueiro marcou o seu primeiro gol válido por competições internacionais, dando a vitória ao Imortal por 1–0 em pleno Monumental Isidro Romero Carbo, válida pela fase oitavas de final da Copa Sul-Americana. Na fase seguinte, diante do Millonarios no El Campín, o zagueiro marcou novamente logo no início do jogo, porém, cometeu um pênalti nos acréscimos do segundo tempo, que resultou no gol da derrota por 3–1, e na consequente eliminação gremista. No Brasileirão, o defensor ainda marcou no empate em 1–1 diante do Santos no Olímpico, totalizando nove gols no ano (o triplo do que havia feito em toda a sua carreira profissional entre 2008 e 2011). O clube gaúcho terminou o certame na 3ª posição, obtendo uma vaga direta na fase de grupos da Copa Libertadores, e Werley formou ao lado de Gilberto Silva, a defesa menos vazada da competição.

#### 2013
Logo no início do ano, já marcou dois gols em jogos seguidos. O primeiro deles na goleada por 5–0 sobre o Santa Cruz-RS; e o segundo deles na vitória por 1–0 sobre o Veranópolis, ambos no Olímpico, sendo o último, um gol histórico: justamente o último gol da história do estádio. Ambos os jogos foram válidos pelo Campeonato Gaúcho.
Disputou a primeira Copa Libertadores de sua carreira, e logo em seu segundo jogo deixou a sua marca, em uma goleada por 4–1 sobre o Caracas, na recém-inaugurada Arena do Grêmio. No Brasileirão, balançou as redes contra um antigo rival: o Cruzeiro, na vitória do Imortal por 3–1, novamente na Arena do Grêmio. Nas oitavas de final da Copa do Brasil, deu números finais a vitória gremista por 2–0 sobre o Santos na Arena do Grêmio.
Apesar do bom ano de 2012 e bom início de 2013, Werley não terminou a temporada em alta, perdendo a vaga no time titular para o jovem Bressan, após algumas falhas defensivas. Ofensivamente, manteve a boa média de gols, sendo a maior de um zagueiro em toda a história do clube até então.

#### 2014
Em 2014, sob o comando de Enderson Moreira, o jogador recuperou a vaga de titular na zaga gremista. Em fevereiro, marcou um gol na vitória por 3–1 sobre o Esportivo na Montanha dos Vinhedos, válida pelo Campeonato Gaúcho, sendo esse o seu 15º gol pelo clube. Porém, na final do Gauchão, novamente diante do Inter, o zagueiro teve má atuação no jogo de ida que terminou com a derrota por 2–1 na Arena do Grêmio, e falhou clamorosamente no primeiro gol colorado no jogo de volta, onde o rival aplicou uma goleada por 4–1 no Centenário em Caxias do Sul. A partir de então, foi cada vez menos aproveitado, ao mesmo tempo em que a dupla Rhodolfo e Geromel passou por grande afirmação na zaga titular.

### Santos
No início de 2015 foi emprestado ao Santos pelo período de um ano. Fez sua estreia na vitória por 2–1 sobre o Red Bull Brasil no Teixerão, válida pelo Campeonato Paulista. A partir de então, se firmou como titular na zaga santista. No mês seguinte, marcou o seu primeiro gol com a camisa do Peixe, na vitória por 3–0 sobre o Botafogo-SP no Estádio Santa Cruz, novamente válida pelo estadual. Foi importante na conquista do Campeonato Paulista, onde saiu de campo machucado no segundo jogo da final diante do Palmeiras.
Pela quarta rodada do Brasileirão, o zagueiro marcou um gol no empate em 2–2 diante do Sport na Vila Belmiro. No segundo semestre perdeu espaço na equipe, sendo geralmente reserva imediato da dupla titular Gustavo Henrique e David Braz. Em julho, na derrota para o Corinthians por 2–0 na Arena Corinthians, válida pelo Campeonato Brasileiro, Werley mesmo no banco de reservas foi expulso, após levantar para reclamar com o árbitro por achar injusto um cartão dado ao seu companheiro, Marquinhos Gabriel. Agitado, o jogador levou o amarelo e logo na sequência o vermelho, por não parar com a reclamação acentuada. Revoltado, o zagueiro ainda empurrou o quarto árbitro do jogo antes de deixar o banco. Marcou o seu terceiro gol pela equipe paulista, na vitória por 3–1 sobre o Goiás, novamente na Vila Belmiro.

### Figueirense
No início de 2016, com o fim do contrato de empréstimo com o Santos, Werley retornou ao Grêmio, porém não foi aproveitado e acertou empréstimo com o Figueirense em maio, para a disputa do Brasileirão. Estreou pela equipe catarinense na derrota por 1–0 diante do Santa Cruz, no Arruda.
No Figueirense, o zagueiro não marcou nenhum gol e ainda participou da péssima campanha da equipe, que foi rebaixada para a Série B do Brasileirão.

### Coritiba
Em dezembro de 2016, livre no mercado após o fim do contrato com o Grêmio, o zagueiro foi anunciado pelo Coritiba. Estreou em janeiro de 2017, na derrota por 1–0 para o Cianorte, no Olímpico de Cianorte, válida pelo Campeonato Paranaense. A partir de então, foi titular absoluto da equipe. Em seu quarto jogo, marcou o seu primeiro gol pelo Coxa, empatando o jogo em 1–1 com o Vitória da Conquista no Lomanto Júnior, válido pela Copa do Brasil. O empate, classificou a equipe para a próxima fase. No primeiro jogo da final do Estadual, o defensor abriu o placar da vitória por 3–0 sobre o Atlético Paranaense, em plena Arena da Baixada. No jogo de volta no Couto Pereira, o placar não saiu do zero e a equipe se sagrou campeã estadual.
No Brasileirão, novamente em um Atletiba na Arena da Baixada, o jogador abriu o placar do jogo, porém foi expulso por ofensas a arbitragem e deixou a sua equipe com um jogador a menos, tendo consequentemente levado o gol de empate em 1–1 no final. Em seu retorno de suspensão, marcou novamente, entretanto, seu gol não evitou a derrota de virada por 3–2 para o Botafogo no Couto Pereira. Na briga contra o rebaixamento, Werley abriu o placar de uma emocionante vitória por 4–3 sobre o Sport, em um confronto direto na Ilha do Retiro. Em mais um confronto direto na luta contra o descenso, dessa vez diante no Fluminense, no Maracanã, o zagueiro balançou as redes novamente, abrindo o placar do empate em 2–2, totalizando seis gols na temporada, um recorde desde 2012.[carece de fontes?] Entretanto, o Coxa não conseguiu evitar o rebaixamento para a Série B do Brasileirão, sendo o segundo seguido de Werley; contudo, sua temporada foi avaliada como boa em relação aos anos anteriores, tendo bons números e sendo o capitão da equipe.

### Vasco da Gama
Em janeiro de 2018, foi anunciado como novo jogador do Vasco da Gama. O zagueiro a princípio foi contratado pra compor o elenco, que carecia de jogadores experientes na posição para o banco de reservas. Fez sua estreia na vitória por 3–1 sobre o Volta Redonda, em São Januário, válida pelo Campeonato Carioca, quando o treinador Zé Ricardo mandou a campo uma equipe reserva. Sob o comando de Zé Ricardo, o zagueiro formou dupla com Breno. Porém em uma partida contra o Paraná, válida pelo Campeonato Brasileiro, Werley sofreu uma fratura no braço, que o deixou fora dos gramados por três meses. Retornou no dia 9 de setembro, na partida contra o Vitória, válida pela 24ª rodada do Brasileirão. Werley se firmou na equipe de Alberto Valentim na reta final do Campeonato Brasileiro, formando dupla de zaga com Leandro Castán. No início de 2019 recebeu uma proposta do Sivasspor, da Turquia, mas que foi recusada pela equipe cruzmaltina. No mesmo ano, Werley conquistou o seu primeiro título com a camisa vascaína, a Taça Guanabara, sendo titular absoluto da equipe na competição.     
Em março de 2019, renovou por mais três anos com o Vasco.
No dia 9 de fevereiro de 2020, marcou dois gols na vitória por 2–3 contra a Portuguesa, pelo Campeonato Carioca. Nas três primeiras temporadas pelo clube, o defensor atuou em 74 jogos e marcou dois gols.
Em 2021, foi afastado do restante do elenco e em junho conseguiu a rescisão unilateral do contrato na Justiça depois de ficar seis meses sem receber salário.

### Atlético Goianiense
Foi anunciado pelo Atlético Goianiense no dia 6 de julho de 2021.

### CSA
Em 2022, defendeu o CSA na Série B, onde acabou rebaixado para a terceira divisão nacional. Assim, decidiu encerrar a carreira de atleta aos 36 anos para estar mais perto da família e cuidar da saúde mental, machucada pelo estresse da rotina no futebol.

## Fora dos campos
Em janeiro de 2025, torna-se auxiliar técnico do North Esporte Clube.
Em fevereiro de 2025, foi apresentado como auxiliar técnico do CSA. Três meses depois, em maio, deixou o clube.

## Estatísticas
Atualizadas até 26 de outubro de 2018.
| Clube             | Temporada         | Campeonato nacional | Campeonato nacional | Copa nacional[a] | Copa nacional[a] | Competições continentais[b] | Competições continentais[b] | Outros torneios[c] | Outros torneios[c] | Total | Total |
| Clube             | Temporada         | Jogos               | Gols                | Jogos            | Gols             | Jogos                       | Gols                        | Jogos              | Gols               | Jogos | Gols  |
| ----------------- | ----------------- | ------------------- | ------------------- | ---------------- | ---------------- | --------------------------- | --------------------------- | ------------------ | ------------------ | ----- | ----- |
| Atlético Mineiro  | 2008              | —                   | —                   | —                | —                | —                           | —                           | 2                  | 0                  | 2     | 0     |
| Atlético Mineiro  | Total             | —                   | —                   | —                | —                | —                           | —                           | 2                  | 0                  | 2     | 0     |
| America           | 2008              | —                   | —                   | —                | —                | —                           | —                           | 6                  | 0                  | 6     | 0     |
| America           | Total             | —                   | —                   | —                | —                | —                           | —                           | 6                  | 0                  | 6     | 0     |
| Boavista          | 2008              | 11                  | 1                   | —                | —                | —                           | —                           | —                  | —                  | 11    | 1     |
| Boavista          | Total             | 11                  | 1                   | —                | —                | —                           | —                           | —                  | —                  | 11    | 1     |
| Atlético Mineiro  | 2009              | 32                  | 0                   | —                | —                | —                           | —                           | 14                 | 0                  | 46    | 0     |
| Atlético Mineiro  | 2010              | 34                  | 1                   | 5                | 0                | 4                           | 0                           | 14                 | 0                  | 57    | 1     |
| Atlético Mineiro  | 2011              | 14                  | 1                   | 2                | 0                | —                           | —                           | 10                 | 0                  | 26    | 1     |
| Atlético Mineiro  | Total             | 80                  | 2                   | 7                | 0                | 4                           | 0                           | 38                 | 0                  | 129   | 2     |
| Grêmio            | 2012              | 30                  | 3                   | 6                | 1                | 5                           | 2                           | 8                  | 3                  | 49    | 9     |
| Grêmio            | 2013              | 25                  | 1                   | 3                | 1                | 6                           | 1                           | 15                 | 2                  | 49    | 5     |
| Grêmio            | 2014              | 13                  | 0                   | 1                | 0                | 8                           | 0                           | 9                  | 1                  | 31    | 1     |
| Grêmio            | Total             | 68                  | 4                   | 10               | 2                | 19                          | 3                           | 32                 | 6                  | 129   | 15    |
| Santos            | 2015              | 23                  | 2                   | 7                | 0                | —                           | —                           | 14                 | 1                  | 44    | 3     |
| Santos            | Total             | 23                  | 2                   | 7                | 0                | —                           | —                           | 14                 | 1                  | 44    | 3     |
| Figueirense       | 2016              | 21                  | 0                   | 3                | 0                | 2                           | 0                           | —                  | —                  | 26    | 0     |
| Figueirense       | Total             | 21                  | 0                   | 3                | 0                | 2                           | 0                           | —                  | —                  | 26    | 0     |
| Coritiba          | 2017              | 25                  | 4                   | 2                | 1                | —                           | —                           | 13                 | 1                  | 40    | 6     |
| Coritiba          | Total             | 25                  | 4                   | 2                | 1                | —                           | —                           | 13                 | 1                  | 40    | 6     |
| Vasco da Gama     | 2018              | 10                  | 0                   | 1                | 0                | 3                           | 0                           | 5                  | 0                  | 19    | 0     |
| Vasco da Gama     | Total             | 10                  | 0                   | 1                | 0                | 3                           | 0                           | 5                  | 0                  | 19    | 0     |
| Total na carreira | Total na carreira | 238                 | 13                  | 30               | 3                | 28                          | 3                           | 110                | 8                  | 406   | 27    |

- a. ^ Jogos da Copa do Brasil
- b. ^ Jogos da  Copa Libertadores da América e Copa Sul-Americana
- c. ^ Jogos de Campeonatos estaduais e amistosos

## Títulos
Atlético Mineiro
- Campeonato Mineiro: 2010

Santos
- Campeonato Paulista: 2015

Coritiba
- Campeonato Paranaense: 2017

Vasco da Gama
- Taça Guanabara: 2019

### Campanhas de destaque
Santos
- Copa do Brasil: 2015 - vice-campeão

## Vida pessoal
O irmão mais novo de Werley, Nathan Silva, é jogador e também atua como zagueiro. Assim como Werley, ele foi formado nas categorias de base do Atlético Mineiro. Seu primo, Pablo Henrique, também era jogador de futebol e atuou nas categorias de base do Atlético Mineiro e do Flamengo, mas faleceu no incêndio no alojamento do Flamengo aos 14 anos.